# Esenbeckia potrix
Esenbeckia potrix är en tvåvingeart som beskrevs av Philip 1969. Esenbeckia potrix ingår i släktet Esenbeckia och familjen bromsar. Inga underarter finns listade i Catalogue of Life.